# Trimma marinae
Trimma marinae är en fiskart som beskrevs av Richard Winterbottom 2005. Trimma marinae ingår i släktet Trimma och familjen smörbultsfiskar. Inga underarter finns listade i Catalogue of Life.